# François Santoni
François Santoni, noto anche con lo pseudonimo di Francescu (Ajaccio, 6 giugno 1960 – Monacia d'Aullene, 17 agosto 2001), è stato un terrorista francese, attivista militante indipendentista corso e uno dei capi del Fronte di Liberazione Nazionale Corso (FLNC).

## Biografia
Nel 1978 entra a far parte del FLNC e nel 1982 diventa responsabile militare del settore Gravona, una valle nei pressi di Ajaccio. Insegnante di giorno e militante di notte, prende il comando di un gruppo di 30 militanti del FLNC.
Venne arrestato nel 1985 e condannato a 8 anni di carcere per un attacco allo Stato maggiore dell'Armée e a un villaggio vacanze del Commissariat à l'energie atomique. In carcere, a Fleury-Mérogis incontra per la prima volta il fondatore del FLNC Jean-Michel Rossi con cui nasce una profonda amicizia che si romperà solo con la sua uscita dal FLNC nel 1998.
Dopo vari trasferimenti di carcere, François Santoni venne liberato a Nîmes nel maggio 1989 e amnistiato nell'agosto dello stesso anno dal presidente della Repubblica francese François Mitterrand. Divenne quindi assistente del parlamentare europeo dell'Unione del popolo corso eletto nei Verdi Max Simeoni. Ricopre la carica di assistente per tutto il suo mandato dal 1989 al 1994.
All'inizio del mandato di Max Simeoni, Santoni diviene il dirigente del Centre de Gestion et de Formation aux Affaires e responsabile dell'impresa di trasporti Bastia Securita, legata al FLNC.
Nel 1992, ottiene un mandato dal FLNC Canal Historique per intraprendere una negoziazione con lo Stato francese. Nello stesso anno incomincia una relazione con l'avvocato di Bastia Marie-Hélène Mattei, da sempre difensore dei nazionalisti còrsi. Nel 1996 ha luogo la rottura con Marcel Lorenzoni, altro militante storico, che gli rinfaccia le sue discussioni con il potere. È eletto nel gennaio del 1996 segretario nazionale della Cuncolta, ed è coinvolto alla fine dello stesso anno in una vicenda di racket ai danni del proprietario del golf di Sperone. Si costituisce dopo l'arresto della compagna nella stessa vicenda. È stato rilasciato nel novembre del 1998.
Rompe con l'FLNC dopo l'assassinio del prefetto Claude Érignac il 6 febbraio 1998 ad Ajaccio e fonda l'Armata Corsa.

## Opere
François Santoni ha scritto due libri, uno scritto con Jean-Michel Rossi, "Pour solde de tout compte" denunciando le derive mafiose del nazionalismo corso, e l'altro scritto dopo la morte di Rossi, "Contre-enquête sur trois assassinats". François Santoni accusò Charles Pieri di aver fatto assassinare il proprio compagno politico Jean-Michel Rossi nel 2000. Nel giugno dello stesso anno pubblicò il libro «Contre-enquête sur trois assassinats» nel quale sottolineava nuovamente la deriva mafiosa di parte del nazionalismo corso culminata con l'omicidio del prefetto Érignac in una operazione tesa e ordita al fine di stabilizzare un sistema di riciclaggio di denaro nell'isola mediterranea.
È stato assassinato il 17 agosto 2001 alle 1:05 al ritorno da un matrimonio a Monacia d'Aullene (Corsica del Sud) con una raffica di colpi da fucile d'assalto di calibro 7,62 da un numero imprecisato di persone che nonostante il controfuoco dei suoi protettori guardaspalle riuscirono a darsi alla fuga.

## Omaggi

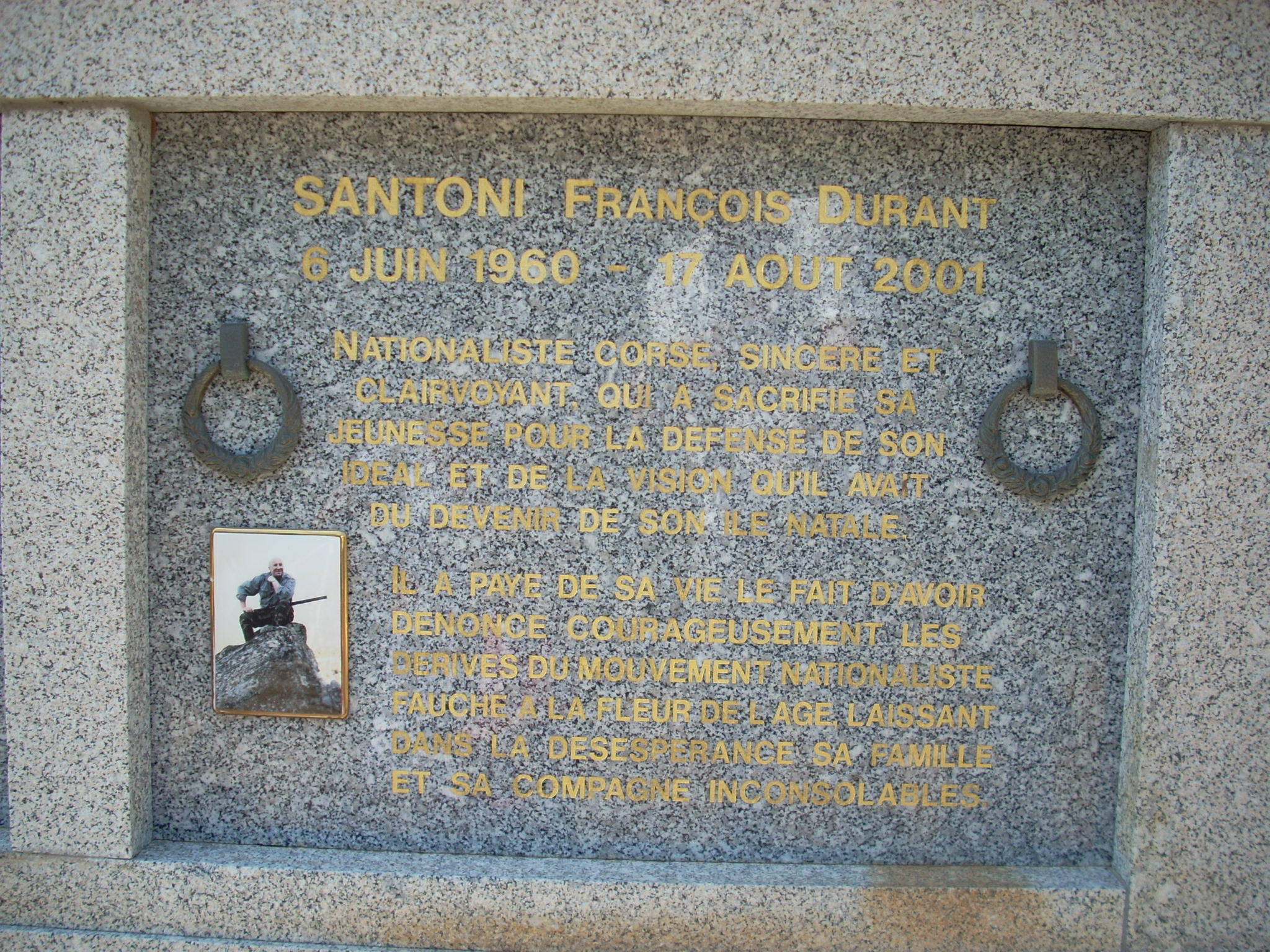
Tomba di Santoni al cimitero di Ajaccio

Nel suo album del 2002 Boucan d'enfer, Renaud gli ha dedicato la canzone Corsic'armes in omaggio a Santoni che ha combattuto per la sua terra e per il suo popolo.